# OR2Y1
OR2Y1 (англ. Olfactory receptor family 2 subfamily Y member 1) – білок, який кодується однойменним геном, розташованим у людей на короткому плечі 5-ї хромосоми. Довжина поліпептидного ланцюга білка становить 311 амінокислот, а молекулярна маса — 34 731.
| 10         |  | 20         |  | 30         |  | 40         |  | 50         |
| ---------- |  | ---------- |  | ---------- |  | ---------- |  | ---------- |
| MGSFNTSFED |  | GFILVGFSDW |  | PQLEPILFVF |  | IFIFYSLTLF |  | GNTIIIALSW |
| LDLRLHTPMY |  | FFLSHLSLLD |  | LCFTTSTVPQ |  | LLINLCGVDR |  | TITRGGCVAQ |
| LFIYLALGST |  | ECVLLVVMAF |  | DRYAAVCRPL |  | HYMAIMHPHL |  | CQTLAIASWG |
| AGFVNSLIQT |  | GLAMAMPLCG |  | HRLNHFFCEM |  | PVFLKLACAD |  | TEGTEAKMFV |
| ARVIVVAVPA |  | ALILGSYVHI |  | AHAVLRVKST |  | AGRRKAFGTC |  | GSHLLVVFLF |
| YGSAIYTYLQ |  | SIHNYSEREG |  | KFVALFYTII |  | TPILNPLIYT |  | LRNKDVKGAL |
| WKVLWRGRDS |  | G          |  |            |  |            |  |            |

A: Аланін

C: Цистеїн

D: Аспарагінова кислота

E: Глутамінова кислота

F: Фенілаланін

G: Гліцин

H: Гістидин

I: Ізолейцин

K: Лізин

L: Лейцин

M: Метіонін

N: Аспарагін

P: Пролін

Q: Глутамін

R: Аргінін

S: Серин

T: Треонін

V: Валін

W: Триптофан

Кодований геном білок за функціями належить до рецепторів, g-білокспряжених рецепторів, білків внутрішньоклітинного сигналінгу. 
Задіяний у такому біологічному процесі, як поліморфізм. 
Локалізований у клітинній мембрані.